# Serhí Jadan
Serhí Jadan (Сергі́й Ві́кторович Жада́н, transcrit: Serhi Víktorovitx Jadan, Starobilsk, óblast de Luhansk, 1974), poeta, prosista, assagista, traductor i activista literari ucraïnès que viu i treballa principalment a Khàrkiv, vicepresident de l'Associació d'Escriptors Ucraïnesos, i un dels escriptors més importants de la literatura contemporània del país que, tot i la seva joventut, ha creat escola. Escriu en ucraïnès.
Altres formes de transcripció del nom: El seu nom es transcriu a l'alemany com a Serhij Schadan, o a vegades Serhij Zhadan, i a l'anglès com a Serhiy Zhadan.

## Informació biogràfica
Serhí Jadan va néixer a la regió industrial de Luhansk, a l'est de país quan encara formava part de l'RSS d'Ucraïna, a la Unió Soviètica. Més tard, la seva família es va mudar a la ciutat de Khàrkiv (a l'est de Kíiv i la segona ciutat més gran d'Ucraïna), on va estudiar filologia alemanya i el futurisme ucraïnès. Des del 1991, és una figura important de l'escena literària i jove de Khàrkiv, on viu i treballa.

## Descripció de l'obra
Té nou reculls de poesia publicats, més 4 volums de narrativa i algunes antologies de la seva obra. La seva poesia està arrelada en la tradició de la rebel·lió contracultural de Rimbaud, els futuristes i els poetes Beat americans. També se l'associa amb el "fenomen de Stanislàviv" i el postmodernisme ucraïnès. Els seus recitals atreuen un nombrós públic. Actua sovint junt amb el grup de música ska, Gossos al cosmos («Собаки в космосі», Sobaki v kósmossi), i també ha col·laborat amb altres grups de música. Ha contribuït també la lletra pel muntatge de teatre-cabaret Radio-Chanson: Vuit històries sobre Iura Zoifer («Радіо-Шансон або Radio шансон: вісім історій про Юру Зойфера»), del teatre-estudi "Arabesky" (Театр-студію «Арабески», Arabescs), de Khàrkiv amb el grup de música Khàrkiv Klezmer Band i Miskó Barbara (Місько Барбара).
A la seva primera novel·la, Depeche Mode, Jadan descriu l'odissea dels seus tres protagonistes a través de la Ucraïna post-soviètica i post-socialista al temps de la transició a principis dels anys 1990.
Les seves obres han estat traduïdes a l'alemany, anglès, català, italià, polonès, belarús, croat, serbi, rus, lituà i armeni. Tradueix principalment de l'alemany, belarús, polonès i rus, ha traduït una selecció de poesia de Paul Celan de l'alemany, i Charles Bukowski, entre altres coses.

## Crítica
"La prosa de Jadan és tan poètica, el seu vers lliure tan 'prosaic', que és difícil assignar-hi un gènere a la seva obra: memòries, literatura de viatge, meditació sobre temes contemporanis o no - o una barreja de tot això, enfocada cap a la meva generació i la nostra època."

"No es poden resumir les improvisacions picants, calentes, dolces, ferotges de Serhí Jadan - és pur jazz verbal. Quan el llegeixes, tems per la literatura contemporània russa: de tots els que escriuen en rus avui, no n'hi ha cap que sigui tan infernalment lliure (i sobretot, lliure de prosa 'literària', de la tendència a 'produir una impressió').".

## Obra publicada

### Reculls de poesia
- «Цитатник» (Tsytàtnyk, "Recull de cites"), Kíev: Smoloskyp (Смолоскип), 1995; Edició ampliada Khàrkiv: Folio (Фоліо), 2005.
- «Генерал Юда» (Heneral Iuda, "General Judes"), Kíiv: Ukraïnskyi pysménnyk (Український письменник), 1995.
- «Пепсі» (Pepsi), Khàrkiv: Màidan (Майдан), 1998.
- «the very very best poems, psychodelic stories of fighting and other bullshit. вибрані поезії 1992 – 2000» (els millors poemes de tot, històries psicodèliques de baralles i altres xorrades. poesia escollida 1992-2000), Donetsk: Kàlmius (Кальміюс), 2000.
- «Балади про війну і відбудову» (Balades de guerra i reconstrucció), Lviv: Kalvària (Кальварія), 2001.
- «Історія культури початку століття» (La història de la cultura a principis de segle), Kíiv: Krýtyka (Критика), 2003.
- «Марадона» (Maradona), Khàrkiv: Folio (Фоліо), 2007.
- «Ефіопія» (Etiòpia), Khàrkiv: Folio (Фоліо), 2009.
- «Лілі Марлен» (Lili Marlene), Khàrkiv: Folio (Фоліо), 2009.

### Prosa
- «Біґ Мак» (Big Mac, narrativa breu), Kíiv: Krýtyka (Критика), 2003.
- «Депеш Мод» (Depeche Mode, novel·la), Khàrkiv: Folio (Фоліо), 2004.
- «Anarchy in the UKr» (Anarquia a la UKr), Khàrkiv: Folio (Фоліо), 2005.
- «Гімн демократичної молоді» (Himne de la joventut democràtica), Khàrkiv: Folio (Фоліо), 2006.
- «Біґ Мак 2» (Big Mac 2, narrativa breu + poesia), Kíiv: Krýtyka (Критика), 2007.

### Recopilacions de la seva obra
- «Капітал» (Capital, antologia de poesia i prosa), Khàrkiv: Folio (Фоліо), 2006.

### Recopilacions amb altres autors
- «Маскульт» ("Maskult", Cultura de masses), Kíiv: Krýtyka (Критика), 2003 (amb Iuri Andrukhòvitx i Andrí Bóndar).
- «Трициліндровий двигун любові» (Motor d'amor de tres cilindrades), Khàrkiv: Folio (Фоліо), 2007 (amb Iuri Andrukhòvitx i Liubkó Déreix).

### Traduccions fetes per l'autor
- Els fills de Rainer i Maria (Діти Райнера і Марії, antologia de poesia contemporània de Viena) Khàrkiv: Màidan (Майдан), 2004. Traducció, selecció i postfaci a càrrec de Serhí Jadan.
- Recull de poesia de Paul Celan (en preparació)

### Volums a càrrec de l'autor
- Dues ciutats (Два міст, antologia de poesia de Nuremberg), Khàrkiv: 1999.
- Khàrkiv forever (Харків forever), 2004.
- Hotels de Khàrkiv (Готелі Харкова, antologia de nova literatura de Khàrkiv) Khàrkiv: Folio (Фоліо), 2008.

### Audiollibres
- Audiollibre Depeche Mode (Аудіокнига «Депеш Мод»), Dnipropetrovsk: Art-Vertep («Арт-Вертеп») – editorial "Lift" (видавництво «Lift»), 2007.
- Cor de milionaris de Mongòlia. Gospel i spirituals (Compilació en CD, CD-збірка «Хор монгольських міліціонерів: Госпел і спірічуелс»), Dnipropetrovsk: Art-Vertep («Арт-Вертеп») – editorial "Lift" (видавництво «Lift»), 2007.

### En col·laboració
- Radio-chanson. Vuit històries sobre Iura Zoifer (Radio шансон: вісім історій про Юру Зойфера, llibret més CD, banda sonora d'una obra de teatre sobre textos de Jadan), Teatre-estudi "Arabesky" (Театр-студія "Арабески", Arabescs), Kharkiv Klezmer Band i el músic Miskó Barbara (Місько Барбара). Dnipropetrovsk: Artvertep:LIFT (Артвертеп:LIFT), 2007.

### Música
- Спортивний клуб армії (Club d'esports de l'exèrcit), Serhí Jadan i els Gossos al cosmos (Собаки в космосі, Sobaky v kósmossi), Dnipropetrovsk: LIFT, 2008.

### Obres seves traduïdes a altres idiomes
- La història de la cultura a principis de segle - Rússia, 2003; Polònia, 2005; Alemanya, 2005.
- Big Mac - Polònia, 2005; Rússia, 2009.
- Depeche Mode - Rússia, 2005; Polònia, 2006; Belarús, 2006; Alemanya,

2007; Lituània, 2008; Itàlia, 2009.
- Anarchy in the UKr - Polònia, 2007, Alemanya, 2007, Rússia, 2008.
- Himne de la joventut democràtica - Polònia, 2008, Alemanya, 2009, Rússia, 2009.
- Percentatge de suïcidis entre pallassos («Відсоток самогубств серед клоунів») - Polònia, 2009; Alemanya, 2009.
- Frontera («Кордон», recopilació) - Moscou: Art Haus Media (Арт Хаус Медіа), 2009 (amb Íhor Sid і Andrí Poliàkov).

També té extractes i textos independents que s'han traduït a l'alemany, anglès, armeni, hongarès, italià, letó, lituà i suec, i als idiomes eslaus: belarús, croat, eslovè, eslovac, polonès, rus, serbi i txec, més un grapat de poemes al català (inèdit).

## Beques i Guardons

### "Stipendium", beques
- 2001 - Herman-Kesten-Stipendium (Nuremberg)
- 2001-2002 - Herder-Stipendium (Töpfer Stiftung, Viena)
- 2003 - KulturKontakt Stipendium (Viena)
- 2005 - Gaude Polonia (Ministeri de Cultura de Polònia, Varsòvia)

### Guardons
- 1999: Premi Bu-Ba-Bu al Poema de l'Any
- 2001: Premi al millor recull de poesia de l'any (per Balades de guerra i reconstrucció)
- 2003: Llibre de l'Any a Ucraïna (Fons per la promoció de les arts, Kíiv)
- 2005: Premi Hermann Lenz (Alemanya)
- 2006 Hubert-Burda-Preis für junge Osteuropäische Lyrik (Premi alemany Hubert Burda per lírica jove d'Europa de l'Est), per Anarchy in the UKr
- 2006: Premi al millor recull de poesia de l'any (per Recull de cites)
- 2006: Llibre de l'any - BBC Ucraïna (per El Capital)
- 2007: Llibre de l'any (per El Capital)
- 2007: Laureat del Festival internacional de poesia "Kíiv Lavry"
- 2007: Finalista del Premi Joseph Conrad-Kozheniovskyi, lliurat per l'Institut Polonès a Kíiv
- 2009: Premi Joseph Conrad-Kozheniovskyi, lliurat per l'Institut Polonès a Kíiv